# Saïd ibn Taïmour
Saïd ibn Taïmour (arabe : سعيد بن تيمور), né le 13 août 1910 à Mascate et mort le 19 octobre 1972 à Londres, est le 13e sultan de Mascate et d'Oman, puis d'Oman, du 10 février 1932 au 23 juillet 1970, date à laquelle il est déposé par son fils et successeur, Qabus ibn Saïd. Il est membre de la maison d'Al Saïd, succédant à son père, Taïmur ibn Faïsal, déposé avec l'aide du Royaume-Uni.

## Biographie
Fils aîné du sultan Taïmur ibn Faïsal et de sa première femme, la sultane Fatima bint ‘Ali Al-Sa’id, Saïd ibn Taïmour hérite des restes de l'empire d'Oman, qui inclut des provinces voisines d'Oman et du Dhofar, ainsi que des bribes d'un empire d'outre-mer qui comprend entre autres la ville de Gwadar sur les côtes pakistanaises (ville cédée au Pakistan en 1958). Son pays, riche en pétrole, est très proche du Royaume-Uni : en 1798, les deux pays avaient signé un traité d'amitié, et en 1891, Oman devient un protectorat britannique.

### Éducation
Il fait ses études au Mayo College d'Ajmer, au Rajasthan, de 1922 à 1927, où il apprend l'anglais et l'ourdou. À son retour à Mascate en mai 1927, il est censé poursuivre ses études à Beyrouth mais son père craint qu'il n'y soit influencé par le christianisme. Le sultan Taïmour est fortement opposé aux valeurs occidentales et à l'usage de l'anglais : alors que Saïd et son frère Nadir étaient enfants, leur père, découvrant qu'ils possédaient un abécédaire anglais, donna l'ordre de brûler tous leurs livres. Le jeune Saïd est donc ensuite envoyé à Bagdad, où il étudie la littérature et la civilisation arabe pendant un an. 

### Débuts en politique
À son retour d'Irak, Saïd entre au gouvernement et devient Président du Conseil des ministres en août 1929. L'incapacité de son père à s'occuper des affaires de l'État offre un terrain favorable à l'arrivée d'un nouveau chef. Les Britanniques apprécient beaucoup le jeune prince et en février 1932, à l'âge de 21 ans, celui-ci devient le nouveau sultan. Le pays dont il hérite est fortement endetté envers l'Angleterre et l'Inde. Pour gagner et conserver son autonomie, Oman a besoin de recouvrer son indépendance économique : il commence donc par reprendre le contrôle du budget de l'État en 1933. 
L'éducation des filles est interdite sous son régime
Après son accession au trône, Saïd entretient une relation amicale avec les États-Unis, où il est invité par le président Roosevelt en 1938, avec son père. Ils atterrissent à San Francisco et entament une tournée qui les mène de la Californie à Washington, où le président lui offre deux livres dont il est l'auteur. Ce déplacement officiel est complété par une visite du quartier général du FBI et un dépôt de gerbe sur la tombe de George Washington à Mount Vernon. 
Pendant la Deuxième Guerre mondiale, le sultan coopère avec le Royaume-Uni et plusieurs aéroports destinés à accueillir les forces aériennes britanniques sont construits entre Salalah et Mascate afin de faciliter le transport de stocks entre l'Inde et les Alliés.
Après la guerre, avec l'aide des SAS britanniques, il parvient à consolider son pouvoir et à reprendre le contrôle des zones tribales de l'intérieur du pays, réunissant Mascate et Oman. Une fois le pays unifié, Saïd quitte Mascate pour résider dans une ville côtière du Dhofar. Mascate et Oman devinrent totalement indépendants en 1951.

### Chef d'État
La richesse pétrolière de son pays lui aurait permis de le moderniser, ce qui pousse le sultan à s'éloigner du Royaume-Uni à partir de 1951. Il doit toutefois faire face à une opposition interne sérieuse de la part de celui qui sera le dernier des imams d'Oman, Ghalib Bin Ali, et de chefs religieux, qui s'opposent à ses réformes et réclament le pouvoir pour l'imam. En 1955, le sultan parvient à mater cette révolte dans le djebel Akhdar grâce à l'aide de l'ancienne puissance coloniale mais ce faisant, il s'attire l'animosité de l'Arabie saoudite, qui soutient les imams, ainsi que de l'Égypte, qui considère que l'appel au Royaume-Uni est incompatible avec les valeurs du nationalisme arabe. En 1957, ces deux pays soutiennent une nouvelle  révolte de religieux, qui est à nouveau écrasée en 1959. En 1958, il vend Gwadar au Pakistan pour 1 million de dollars, tandis qu'en 1967, le Royaume-Uni lui restitue les îles Khuriya Muriya. 
En dépit de la richesse du pays, le sultan refuse d'investir dans le développement et Oman reste une monarchie de type féodal malgré la concession de l'exploitation des champs pétrolifères à l'Irak, l'Iran et la Grande-Bretagne en 1965. La même année, les habitants de la province du Dhofar, qui souhaitent instaurer un régime de type marxiste, se révoltent, soutenus par la Chine et par certains États arabes nationalistes. La révolte est suivie d'une tentative d'assassinat en 1966, ce qui rend le sultan paranoïaque ; c'est à partir de cet événement que son gouvernement devient particulièrement dictatorial et erratique : il sera désormais interdit de fumer en public, de jouer au football, de porter des lunettes de soleil ou de parler avec quelqu'un pendant plus de quinze minutes. Plus encore, les habitants sont tenus à la tombée de la nuit de circuler en tenant une lampe près de leurs visages pour être identifiés, les contrevenants étaient punis. Animée par une suspicion excessive, toute personne apparaissant dans les rêves du sultan était punie. Nul n'est plus à l'abri de sa paranoïa et son propre fils et héritier, Qabus, est retenu prisonnier au palais de Salalah depuis son retour du Royaume-Uni, où il achève ses études. On raconte que le père et le fils ne se parlent pas pendant 14 mois alors qu'ils vivent dans le même palais.
Le 23 juillet 1970, Saïd est renversé par Qabus lors d'un coup d'État et envoyé en exil à Londres, où il passera les deux dernières années de sa vie à l'hôtel Dorchester. Initialement enterré au cimetière de Brookwood près de Londres, son corps est plus tard rapatrié au sultanat d'Oman pour être inhumé au cimetière royal de Ghala, à Mascate.
Au moment de la déposition de Saïd, Oman a un taux de mortalité infantile de 75 % ; le trachome, les maladies vénériennes et la malnutrition sont extrêmement répandus ; on ne compte que trois écoles dans le pays et le taux d'alphabétisation était de 5 %. On compte à peine 10 km de routes pavées.

## Mariage et descendance
Saïd ibn Taïmour avait été marié deux fois :
1. Dhofar, en avril 1933 (divorce en 1936) la sheikha Fatima bint ‘Ali Fankhar al-Ma’ashani (décédée à Mascate le 24 février 2011), fille du cheikh Ali Fankhar bin Huwayrar al-Ma’ashani, de Qara ;
2. Dhofar, en 1936, la sheikha Miyzun bint Ahmad al-Qahtani al-Ma’ashani, dite Mazoon (1925 † décédée de complications liées au diabète le 12 août 1992, enterrée au cimetière de la mosquée de Taqah), cousine germaine de sa première femme, fille du cheikh Ahmad bin ‘Ali al-Qahtani al-Ma’ashani, membre de la tribu des Ma’ashani de Taqah au Dhofar.

D'où, du premier mariage :
- Sayyida Umaïma bint Sa’id bin Taïmur (16 mai 1934, Salalah, Dhofar † Londres, 28 novembre 2002, enterrée près de son père au Brookwood Muslim Cemetery, Woking, Surrey).

Du second :
- Sayyid Qaboos ibn Sa’idbin Taïmur, sultan d'Oman.

D'une concubine royale, Khadija :
- Sayyida Hujaïma bint Sa’id bin Taïmur, décédée le 16 mai 1968.